# Дара Драгішич
Дара Драгішич (серб. Дара Драгишић, сербохорв. Dara DragišićDara Dragišić; 1921, Сараєво — 22 вересня 1944) — югославська студентка, учасниця Народно-визвольної війни в Югославії; народна героїня Югославії.

## Біографія
Народилася в 1921 році в Сараєві. Закінчила школу міста Печ. Після початку війни з Німеччиною пішла в антифашистське підпілля Печа, активно трудилася для партизанського руху. Несла службу в Шарпланинському партизанському загоні. У 1943 році прийнята в Комуністичну партію Югославії.
Після включення Шарпланинського загону до складу 1-ї македонсько-косовської пролетарської ударної бригади, зайняла посаду заступниці політрука 2-го батальйону. Брала участь у боях за Македонію та Косово, проявила себе в боях при Кленовце, Буковце та Кичево. У червні 1944 року отримала важке поранення правої руки, але, незважаючи на рану, продовжила службу.
Загинула 22 вересня 1944 року в битві при Каляй-Доді на території Албанії. 9 жовтня 1953 року посмертно нагороджена званням Народного героя Югославії.